# Tante Hilda !
Pour plus de détails, voir Fiche technique et Distribution.
Tante Hilda ! est un film d'animation franco-luxembourgeois réalisé par Jacques-Rémy Girerd et Benoît Chieux et sorti en 2013. Le film a été tourné au studio Folimage et chez Mélusine Productions.

## Synopsis
Le film se déroule à Beaumont-les-Vignes, une commune fictive du sud-est de la France, dans un avenir proche. Deux sœurs, tante Hilda et Dolorès, ont suivi des parcours diamétralement opposés. Hilda, une jeune femme rousse à la silhouette dégingandée, est farouchement écologiste : elle se déplace à bicyclette, se préoccupe constamment de la préservation de l'environnement et a rassemblé un musée végétal où elle conserve toutes sortes de plantes. Dolorès, elle, est devenue la PDG sans scrupules d'une entreprise multinationale de l'agroalimentaire recherchant le profit à court terme. Grâce à la technologie des OGM, qui consiste à modifier génétiquement les plantes, Dolorès a mis au point une nouvelle céréale, baptisée Attilem, une sorte d'artichaut géant doté de tentacules. Ce nouveau produit, capable de pousser avec très peu d'eau et sans engrais, qui devrait lui rapporter des bénéfices astronomiques. Elle affirme même qu'il pourrait résoudre le problème de la faim dans le monde et remplacer le pétrole comme nouvelle source d'énergie. Mais bientôt, les plantes Attilem commencent à pousser trop vite, hors de tout contrôle, et envahissent le monde entier. Dolorès fait alors concevoir un pesticide qu'elle se propose de vendre aux gouvernements pour lutter contre la catastrophe qu'elle a elle-même provoquée. Tante Hilda ne l'entend pas de cette oreille et entreprend de sauver le monde, mais la partie n'est pas gagnée d'avance.

## Fiche technique
- Titre : Tante Hilda !
- Réalisation : Jacques-Rémy Girerd et Benoît Chieux
- Scénario : Jacques-Rémy Girerd, Benoît Chieux et Iouri Tcherenkov
- Photographie : Benoît Razy
- Montage : Hervé Guichard
- Musique : Serge Besset
- Animateur : Équipe d'animation de Folimage et Denis Figueiredo et Victor Ens
- Production : Jacques-Rémy Girerd et Stéphan Roelants
- Studios de production : Folimage, Mélusine Productions, Rhône-Alpes Cinéma, SND et France 3 Cinéma
- Distribution : SND
- Pays d'origine :  France et  Luxembourg
- Genre : animation
- Durée : 89 minutes
- Dates de sortie :
  -  France : 12 février 2014

## Distribution
- Sabine Azéma : Tante Hilda
- Josiane Balasko : Dolorès
- Sergueï Vladimirov : Michaël Aldashin
- Gilles Détroit : Le président
- François Morel : Hike
- Bruno Lochet : Turner
- Christian Taponard : Johnson
- Bernard Bouillon : Julio Attilo
- Jean-Pierre Yvars : Pierre
- Line Wiblé : Marie
- Nathalie Fort et Jean-Paul Racodon : voix additionnelles
- Nicolas Demorand : Un journaliste

## Conception du film
La réalisation du film est partagée par Benoît Chieux, qui assure également la direction artistique du film, et Jacques-Rémy Girerd, qui signe également le scénario. Le budget de production initial du film est de 7,2 millions d'euros.

### Conception visuelle
La commune fictive où se déroule le film, Beaumont-les-Vignes, s'inspire des paysages du sud de la Drôme, région où se trouve le studio de Folimage. Benoît Chieux conçoit l'apparence de la serre de tante Hilda en s'inspirant de l'architecture du Palais idéal du facteur Cheval, au style très organique.

### Processus d'animation
Les dessins du film sont réalisés à la main, principalement dans les studios de Folimage. Une partie des décors et de l'animation sont réalisés au Luxembourg par le studio Mélusine Productions. Benoît Chieux fournit aux animateurs les modèles d'animation des personnages. Selon un processus classique dans la conception d'un dessin animé, ce sont des animateurs-clés qui dessinent les poses principales montrant les mouvements des personnages dans chaque plan du film, tandis que des intervallistes dessinent les dessins intermédiaires entre chaque pose-clé. Les réalisateurs se chargent ensuite de la vérification des dessins de chaque plan. Pour Tante Hilda !, le style d'animation choisi par Benoît Chieux est volontairement un peu brouillon. Les animateurs travaillent au stylo bille et non au crayon, ce qui les oblige à dessiner juste dès le premier trait. Dans certains plans, le nombre de dessins est volontairement réduit jusqu'à 6 dessins par seconde (au lieu de 24) pour donner des mouvements saccadés.
La sortie du film, initialement prévue pour Noël 2013, est décalée à février 2014 par le distributeur.

## Accueil critique
Lors de sa sortie en France le 12 février 2014, le film reçoit un accueil partagé de la part des critiques de presse. Le site Allociné confère au film une moyenne de 2,8 sur 5 fondée sur 18 critiques parues dans la presse papier ou en ligne (parmi lesquelles cinq donnent au film la note de 4 sur 5, six une note de 3, six une note de 2 et une note de 1).
Les critiques les plus positives trouvent au film à la fois des qualités formelles (le dynamisme du dessin, les couleurs vives) et un bon équilibre dans le propos, entre humour, poésie et propos écologique sérieux. Dans l'édition française du quotidien gratuit 20 minutes, Caroline Vié voit dans Tante Hilda ! un « conte écologique » et « fable tendrement drôle qui sait faire rire sourire pour mieux délivrer un message important » ; elle en apprécie l'humour, les couleurs « chatoyantes » des décors et la « réjouissante caricature de PDG » qu'est le personnage de Dolorès. Dans L'Express, Christophe Carrière trouve que le message écologique du film est « virulent en diable, mais empreint d'un humour et d'une outrance réjouissants » ; il rapproche les couleurs et la poésie du film de l'univers de Bill Plympton à cette différence que Tante Hilda ! s'adresse à un jeune public. Dans Télérama, Guillemette Odicino loue l'originalité du film, avec lequel Girerd « invente carrément le film d'animation catastrophe » et livre des scènes finales dignes des grosses productions américaines, mais elle apprécie aussi le fait que « la tendresse domine toujours. »
Les critiques plus mitigées, tout en reconnaissant des qualités de forme et de fond au film, estiment le scénario trop manichéen, ce qui nuit selon elles à la poésie et à l'intérêt du résultat. Dans Le Monde, Noémie Luciani juge l'histoire « un peu trop manichéenne » mais salue « l'animation artisanale tout à fait superbe ». Plus sévère, Christophe Narbonne, dans Première, regrette que « le contenu protestataire [ait] tendance à étouffer la poésie et la part enfantine. » Dans Le Journal du dimanche, Stéphanie Belpêche apprécie le dessin et les « couleurs pastel » du film, mais trouve que le scénario « tourne en rond et accumule les longueurs ». La rédaction du quotidien Le Parisien trouve que Tante Hilda ! « force un peu le trait malgré son délicat graphisme crayonné » et craint que l'absence de personnage d'enfant n'empêche le jeune public de s'intéresser au film, mais estime qu'il présente un intérêt pour les adultes. La rédaction d'Ouest-France, quant à elle, place le film bien en-dessous du précédent dessin animé de Girerd, Mia et le Migou, et trouve que le réalisateur « se laisse ici déborder par un discours démonstratif qui perd sa saveur et son humour. »
Les critiques franchement négatives ne sont satisfaites ni par le propos du film, ni par ses choix graphiques. Dans La Croix, Stéphane Dreyfus et Arnaud Schwartz donnent au film une étoile sur trois. Tout en reconnaissant au réalisateur « de louables intentions sur le fond », ils estiment que le film « déçoit et irrite par une posture caricaturale qui finit par desservir l’objectif poursuivi », en raison de « ressorts grossièrement démonstratifs », et ils ne sont pas non plus convaincus par les dessins qui leur paraissent « disgracieux. »

## Polémique sur le propos écologiste du film
Dans une tribune publiée sur le site Atlantico le 5 février 2014, Eddy Fougier, politologue chercheur à l'IRIS, accuse Tante Hilda ! de véhiculer un propos militant anti-OGM reprenant des critiques classiques de ces technologies auprès d'un public d'enfants influençables, de même que les outils pédagogiques accompagnant la sortie du film. Il accuse le film de vouloir enseigner aux enfants la « théorie anti-OGM et le militantisme écologique ». Fougier dénonce aussi la présence d'entreprises du secteur de l'agriculture biologique comme Biocoop et Vivez nature, parmi les partenaires du film. Le réalisateur, Jacques-Rémy Girerd, a répondu à cette tribune par une lettre ouverte sur Allociné le 11 février et dénonce « le lobby agroalimentaire (...) toujours prêt à dégainer et monter au créneau à la plus petite alerte, même contre un dessin animé ». Selon Girerd, « l’héroïne porte résolument le débat indispensable sur les OGM » ; après avoir rappelé que le film ne met en scène que des adultes afin de laisser aux enfants le soin de se faire un avis, il précise que le film se contente d'inviter à la prudence, une position que plusieurs pays dont la France ont adoptée à l'égard des OGM. Il conclut que son film « ne se positionne pas contre les agriculteurs qu’elle défend par ailleurs, et notamment ceux qui optent pour l’agrobiologie, mais contre les méthodes industrielles à outrance dont un grand nombre d’entre eux ne sont que les victimes. »

## Distinctions
En 2013, Tante Hilda ! obtient le Prix du public au festival Graines des toiles de Gerardmer. Début 2014, Tante Hilda ! fait partie des films en compétition pour la Berlinale 2014, au cours de laquelle il est nommé dans la catégorie du meilleur film par le jury indépendant Generation Kplus.